# Военный переворот в Чили (1973)
Государственный переворот в Чили был осуществлён 11 сентября 1973 года армией и корпусом карабинеров. В результате переворота было свергнуто правительство коалиции левых сил Народное единство, а президент Сальвадор Альенде покончил с собой.

## Предпосылки переворота

### Поддержка Альенде в чилийском обществе
Сальвадор Альенде, занявший первое место на президентских выборах 1970 года, не обладал поддержкой абсолютного большинства избирателей. По итогам всенародного голосования, даже несмотря на получение от КГБ СССР 430—450 (по различным источникам) тысяч долларов на предвыборную кампанию, Альенде набрал 36,6 % голосов, что лишь на полтора процента больше, чем его конкурент от правой Национальной партии Хорхе Алессандри Родригес и на 8 % больше, чем кандидат центристской Христианско-демократической партии Радомиро Томич. По Конституции президента из двух кандидатур, набравших наибольшее количество голосов, должен был избрать Конгресс. В Конгрессе у «Народного единства» было 80 мест из 200, у ХДП — 75. 24 октября Альенде был избран Конгрессом президентом, получив голоса депутатов фракции ХДП после того как подписал Статут о конституционных гарантиях, согласованный с христианскими демократами. Отсутствие у «Народного единства» парламентского большинства требовало создания левоцентристской коалиции с ХДП для устойчивой государственной власти. Однако правительство начало проводить радикальную политику, неприемлемую для центристов и не имеющую поддержки ни большинства народа, ни парламентского большинства. Переговоры с ХДП зашли в тупик после убийства в июне 1971 года лидера правого крыла ХДП Суховича ультралевыми террористами. После этого в парламенте ХДП и Национальная партия сформировали резко оппозиционное правительству правоцентристское большинство, а перед парламентскими выборами марта 1973 создали «Конфедерацию за демократию», которая и одержала победу, набрав 55,49 % голосов в Палату депутатов и 57,25 % в Сенат.

### Противодействие социалистическим реформам
Придя к власти, социалисты, как и обещали, стали заниматься массовыми экспроприациями земли и предприятий. Немедленно были национализированы все крупнейшие частные компании и банки. За первые два года деятельности Народного единства были экспроприированы около 3500 поместий общей площадью 500 тысяч гектаров земли, в основном поливной, что составляет примерно одну четвёртую часть всей обрабатываемой в стране земли.
Как только стали известны результаты выборов 1970 года, крупные скотоводы начали забивать скот, чтобы он не был отнят новыми властями. В частности, Скотоводческая Ассоциация Огненной Земли забила 130 тысяч стельных коров и отправила на скотобойни ещё 360 тысяч тёлок. Другие владельцы скота, чьи имения простирались по границе Чили с Аргентиной, перегнали свои стада в Аргентину.

### Конфликт с США
В ходе национализации возникла напряжённость в отношениях с США, когда североамериканские фирмы, вложившие большие капиталы в медеплавильную промышленность Чили, отказались принять «компенсацию» за отнимаемые у них предприятия. Доктрина Альенде  предполагала, что национализированным фирмам в медном секторе следовало выплачивать компенсации за вычетом «сверхприбыли» (суммы, превышающей реинвестированную прибыль и 10-12% чистой прибыли). В ответ в январе 1972 года президент Никсон объявил, что США прекратят двустороннюю помощь и «откажутся от поддержки кредитов, находящихся на рассмотрении в международных банках развития». Были повышены налоги на владельцев на 50 процентов.
По словам бывшего начальника аналитического отдела КГБ СССР Николая Леонова, «Американцы организовали бойкот чилийской меди, от продажи которой Чили получала основные валютные поступления. Они заморозили в банках чилийские счета. Местные предприниматели стали перекачивать свой капитал за границу, свёртывать рабочие места на предприятиях, создавать искусственную нехватку продовольствия в стране».
Представленный Сенату отчет «Тайные операции США в Чили, 1963-1973 годы» показывает, что уже в 1970 году с 28,8 млн до 3,3 млн долларов были снижены, а  в 1971 году были полностью остановлены транзакции Экспортно-импортного банка США в Чили. С 1971 по 1973 год была прекращено кредитование Всемирного банка, до 1970 года составлявшее до 60 млн. долларов в год (1967).

### От экономического роста к хаосу
После прихода Альенде к власти в стране наблюдался экономический рост. В 1971 году валовой национальный продукт (ВНП) вырос на 8,5 %. В 1972 году ВНП вырос на 5 %. Безработица сократилась к концу 1972 года до 3 % с 8,3 % в 1970-м.
Однако остановка кредитования и снижение валютных доходов от экспорта вызывают застой с весны 1973 года. Профессор Владимир Шевелёв отмечает ошибки самого Альенде и кризис в правящем блоке Народного единства. В то же время Центральное разведывательное управление США прямо признаёт, что президент Р. Никсон приказал принять шаги, направленные на то, чтобы чилийская экономика «закричала».
Несмотря на экономический рост, инфляция составляла 22,1 % в 1971 году благодаря административному контролю за ценами, в первой половине 1972 года она поднялась до 28 %, во второй половине 1972 года составила 100 %, а в первой половине 1973 года 353 %. Так как правительство регулировало цены, рост цен не компенсировал увеличение денежной массы, что привело к товарному дефициту и чёрному рынку. Экономическое положение ещё больше ухудшилось, когда под давлением США упали цены на медь на мировом рынке, от которой Чили получала основную экспортную выручку.
В мае 1973 года в президентском послании конгрессу Альенде писал: «Мы должны признать, что оказались неспособными создать соответствующее новым условиям руководство экономикой, что нас захватил бюрократический смерч, что у нас нет необходимых инструментов для изъятия прибылей буржуазии и что политика перераспределения доходов проводилась в отрыве от реальных возможностей экономики».
С октября 1972 года началась массовая забастовка грузоперевозчиков, практически парализовавшая транспортное сообщение. События плавно перетекли в гражданскую войну, в день происходило до 30 терактов, которые организовывали организации «Патриа и либертад» (лидеры Пабло Родригес, Роберто Тиеме, Мануэль Фуэнтес Вендлинг) и «Командо Роландо Матус» (лидер Хосе Луис Осса Бульнес) — взрывы ЛЭП, мостов, железных дорог, нападения на функционеров и погромы офисов партий «Народного единства». Левые экстремисты совершали экспроприации банков, нападения на магазины и полицейских[уточнить]. Всего к августу 1973 года было уничтожено свыше 200 мостов, шоссейных и железных дорог, нефтепроводов, электроподстанций, ЛЭП и других объектов. Их общая стоимость составляла 32 % годового бюджета Чили. Из-за диверсий и забастовок весной погибла половина собранного урожая фруктов и овощей, а также несколько тысяч голов домашнего скота.. Терактами, вызвавшими наибольший резонанс, были убийство ультралевыми террористами лидера правого крыла ХДП Суховича в июне 1971 года и убийство (вероятно членами «Патриа и либертад») военно-морского адъютанта президента в июле 1973 года. В июне 1973 года произошла попытка правого военного переворота под командованием подполковника Роберто Супера. 25 августа 1973 года 30 военных моряков захватили радиостанцию и призвали к неповиновению командованию флота. Прокуратура ВМС арестовала в связи с этим 200 человек и выдвинула обвинения в заговоре против генерального секретаря Соцпартии К. Альтамирано и лидера левых христиан Гарретона.
22 августа 1973 года оппозиционное правительству правоцентристское большинство в Палате депутатов одобрило (81 против 47 голосов) давно готовившееся «соглашение палат» о незаконности действий правительства. Альенде были предъявлены обвинения в авторитарных устремлениях и стремлении уничтожить роль законодательной власти; в пренебрежении решениями судов и покровительстве преступникам, связанным с правящей партией; в покушениях на свободу слова, арестах, избиениях и пытках оппозиционных журналистов и иных граждан; в покушениях на университетскую автономию; в покушениях на собственность; в незаконном преследовании забастовщиков; в терроре населения с помощью вооружённых банд; во введении в образование марксистской идеологии и так далее.

ВВП на душу населения по ППС, 1950—2008. Латинская Америка (без Кубы) — серый цвет, Чили — синий цвет (в долларах США 2000 г.)

### Поддержка оппозиции со стороны США
Как явствует из рассекреченных документов ЦРУ, США с 1964 года активно вмешивались во внутриполитические процессы в Чили.
Сороковой комитет правительства США одобрил в общей сложности более восьми миллионов долларов в качестве скрытой поддержки оппозиционных групп в Чили. На эти деньги была профинансирована обширная пропагандистская кампания против Альенде, в том числе 6 млн долларов во время его президентства. В меморандуме Совета национальной безопасности № 93 (ноябрь 1970 года) была поставлена цель ограничить возможности правительства Альенде проводить политику, противоречащую интересам США. США активизировали усилия для того, чтобы лидеры дружественных стран поддержали давление на Альенде. Советник президента по национальной безопасности Генри Киссинджер 16 сентября 1970 г. предостерегал в Сенате, что Альенде может повести Чили по коммунистическому пути, а это создаст опасный прецедент в центре Латинской Америки и может спровоцировать идти в том же направлении  Аргентину, Перу, Боливию, где усиливаются антиамериканские позиции.
Поскольку военных США и Чили связывало многолетнее сотрудничество, в июле 1969 года представительство ЦРУ в Чили запросило разрешения центрального офиса на вербовку агентов в армейской среде с целью подготовки военного переворота. В октябре 1969 года эта активность вылилась в неудавшийся путч "Tacnazo", названный так по месту проведения—городу Такна. На восстановление резидентуры в армии ЦРУ понадобилось 10 месяцев. Военных пытались использовать, чтобы противодействовать утверждению Альенде на президентском посту, однако безуспешно. Более эффективной была политика военных поставок (на что 1966 по 1974 год потратили 31,215 млн. долларов, пик в 1970 году—9 млн 145 тыс)  и организации тренингов в  Панаме, продолжавшихся в весь период президентства Альенде (их прошли 1442 высших офицера, пик в 1973-74 годах, соответственно 257 и 260 человек).
Представительство ЦРУ в сентябре предложило штаб-квартире сфабриковать информацию, которая убедила бы высокопоставленных офицеров чилийской армии в том, что разведывательное подразделение карабинеров Investigaciones  с одобрения Альенде совместно с кубинской разведкой  собирало данные, наносящие ущерб высшему командованию. В декабре 1971 г. пакет соответствующих материалов был передан чилийскому офицеру за пределами Чили. Предполагалось, что за первым пакетом последуют другие, однако от развития этого сценария отказались.
Штаб-квартира ЦРУ продолжала следить за ситуацией, стремясь провести грань между поддержкой будущего переворота и прямым вмешательством в него.

## Цели переворота
- Целью переворота являлось свержение президента-социалиста Сальвадора Альенде[22], которого не удалось отстранить от власти невоенным путём.
- Пиночет и его сторонники объясняли необходимость свержения Альенде стремлением не допустить гражданскую войну[23].
- Защита политических и общественных институтов Чили от «марксистской угрозы».
- Защита конституционных основ республиканского строя в Чили (22 августа 1973 года Конституционный Суд Чили обвинил Сальвадора Альенде в нарушении сразу нескольких статей Конституции).
- Восстановление законности и порядка, подавление террористической деятельности левых экстремистских организаций.

Кроме этого, левые и коммунистические источники утверждают, что целями являлись:
- Прекращение экономических преобразований, проводившихся правительством Народного единства, в частности аграрной реформы и национализации крупной промышленности[9][24][25].
- Возвращение национализированных предприятий прежним владельцам, включая корпорации США[9][26][27].
- Возвращение Чили в орбиту влияния США[11][26][28].
- Вооружённый разгром левого движения, влиятельного в Чили, включая социалистов, коммунистов, Левого революционного движения (МИР), радикалов и левых христианcких демократов[9][18][26].

## Ход переворота
Военный переворот начался в ночь с 10 на 11 сентября 1973 года на кораблях ВМС Чили, участвовавших в совместных с ВМС США военных учениях «Унитас», проходивших у берегов Чили. Несколько сотен (точное число до сих пор неизвестно) матросов и офицеров — сторонников Народного единства — было расстреляно, и трупы их сброшены в море. Мятеж также отказался поддержать один из командиров военных кораблей, который был арестован и помещён в импровизированную тюрьму на островах Кирикина.
Ранним утром 11 сентября корабли ВМС обстреляли порт и город Вальпараисо, затем высадили десант и захватили город. Жители порта — 3000 человек были задержаны, 12 — 13 сентября в Сантьяго был введён режим комендантского часа.
В 6:30 утра 11 сентября мятежники начали операцию по захвату столицы Чили Сантьяго. Были захвачены телецентр и ряд стратегических объектов, радиостанции, АТС. Принадлежавшие правым радиостанции «Агрикультура», «Минерия» и «Бальмаседо» передали заявление мятежников о перевороте и создании военной хунты в составе командующего сухопутными силами генерала Аугусто Пиночета, командующего ВМС адмирала Хосе Торибио Мерино, командующего ВВС генерала Густаво Ли и исполняющего обязанности директора корпуса карабинеров генерала Сесара Мендосы.
Поддерживавшие Народное единство радиостанции «Порталес» и «Корпорасьон», передававшие заявления Альенде, были разбомблены ВВС. После этого были захвачены штаб-квартиры партий, входящих в Народное единство.
В 9:10 утра радиостанция «Магальянес» — последняя работавшая станция, поддерживавшая Альенде, — передала в эфир последнее обращение президента к чилийскому народу. Непосредственно в ходе трансляции обращения радиостанция была подвергнута авиабомбардировке, а затем захвачена мятежниками. Все находившиеся в здании радиостанции сотрудники (по разным данным, от 46 до 70 человек) были убиты.
В 9:15 мятежники под командованием генералов Хавьера Паласиоса и Артуро Йоване начали обстрел и штурм президентского дворца «Ла Монеда», который защищали около 40 человек — охранная Группа личных друзей, несколько полицейских, сотрудники дворца. Штурм осуществлялся с участием танков и авиации. Предложение мятежников о капитуляции в обмен на разрешение беспрепятственно покинуть Чили защитники «Ла Монеды» отвергли. В 14:20 здание президентского дворца было захвачено. Президент С. Альенде погиб. Согласно официальной версии хунты, подтверждённой в 2011 году в результате эксгумации тела Альенде, он совершил самоубийство. До публикации результатов эксгумации 2011 года существовали предположения, что Альенде был убит.
Официально состояние «осадного положения», введённого для совершения переворота, сохранялось в течение месяца после 11 сентября. Длительное время утверждалось, будто за этот период в Чили было убито свыше 30 тысяч человек, однако впоследствии, по официальным данным, количество погибших и пропавших без вести было определено в 3225 человек. Пыткам подверглись свыше 37 тыс. человек. Специальной комиссией под руководством епископа Серхио Валеча к августу 2011 года документально установлены были личности 3065 жертв террора. Все бессудные убийства, совершённые в ходе военного переворота 1973 года, попали под амнистию, объявленную Пиночетом в 1978 году. Закон об амнистии не был отменён и после падения диктатуры Пиночета, и чилийские суды не рассматривали иски от жертв переворота 1973 года. Однако в настоящий момент осуждены некоторые наиболее активные участники пиночетовского террора — функционеры тайной полиции ДИНА и СЕНИ М. Контрерас, М. Краснов, М. Морен Брито.

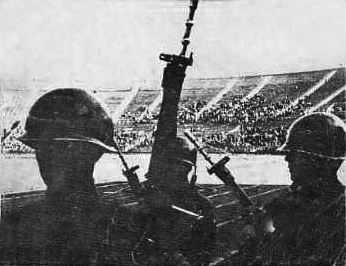
Национальный стадион в Сантьяго в качестве концентрационного лагеря после переворота 11 сентября 1973 года

Был создан ряд концентрационных лагерей для политических заключённых, наиболее известным из которых является концлагерь, созданный на стадионе в Сантьяго. На стадионе «Чили», также превращённом в концлагерь, в частности, подвергался пыткам и был убит 15 сентября известный режиссёр, поэт, композитор и певец Виктор Хара. Перед казнью чилийские мятежники разбили прикладами кисти рук певцу.

### Матч между сборными Чили и СССР
21 ноября 1973 года на стадионе в рамках отборочного турнира ЧМ-1974 должны были встретиться сборные СССР и Чили по футболу, однако сборная СССР отказалась играть на Национальном стадионе. Трибуны были заполнены зрителями на 70 %. 4 чилийских футболиста после стартового свистка провели мяч к пустым воротам, и вкатили его туда, «забив гол» советской сборной. Сборная Чили получила путёвку на чемпионат мира по причине засчитанного сборной СССР технического поражения.

## В искусстве
Шведская писательница Сунь Аксельссон, бывшая свидетельницей тогдашних событий, написала о них книгу «Террор в Чили».
Чилийский журналист Роландо Карраско, в ходе переворота арестованный сторонниками Пиночета и прошедший пиночетовские концлагеря, написал книгу под названием «Военнопленные в Чили», в которой повествует о событиях, участником и свидетелем которых был он сам.
Военному перевороту в Чили посвящено произведение советского и русского поэта и писателя Е. А. Евтушенко «Голубь в Сантьяго».
Действие художественного фильма Коста-Гавраса «Пропавший без вести» разворачивается в Чили в первые дни, а затем недели после переворота.
Событиям 1973 г. в Чили посвящены фильмы:
1. «Ночь над Чили» (1977)  режиссёр  Себастьян Аларкон,
2. художественный фильм о Викторе Харе «Певец» (1977)  режиссёр  Дина Рид, исполнивший в нём главную роль.
3. фильм «В Сантьяго идёт дождь» (1976) режиссёр  Эльвио Сото,
4. «Кентавры» (1978) режиссёр Витаутаc Жалакявичюс,
5. «Вскрытие» (2010)  режиссёр. Пабло Ларраин.
6. Невидимые Герои (2019) режиссёры Мика Курвинен, Алисия Шерсон

Один из короткометражных фильмов проекта «11 сентября» (2002) рассказывает о перевороте в Чили.
На перевороте завязано действие фильма Флориана Галленбергера «Колония Дигнидад».
На событиях переворота основано действие рок-оперы Александра Градского «Стадион» (либретто Александра Градского и Маргариты Пушкиной).
Этому событию посвящена песня итальянской ска-панк-группы Talco «11 settembre '73».
Также этому событию посвящена песня «September 1973» американской группы альтернативного рока Beautiful Bodies.
О чилийских событиях поëтся в песне «Чили» советского и российского рок музыканта Александра Барыкина.